# Édouard Boinvilliers
Pour les articles homonymes, voir Boinvilliers (homonymie).
Édouard Boinvilliers, né le 22 décembre 1824 à Versailles, et, mort le 22 juin 1897, à Brinon-sur-Sauldre (Cher), est un ancien maître des requêtes au Conseil d'État. 

## Biographie
Né à Versailles, il est le fils du député et sénateur Éloy Ernest Forestier de Boinvilliers.
Il a cessé de faire partie du conseil d’État après la révolution du 4 septembre 1870. Il a fait depuis lors, dans ses écrits, de la propagande bonapartiste. 
Il meurt à Brinon-sur-Sauldre.

## Oeuvres
Outre ses Études politiques et économiques, il a publié :
- Introduction aux éléments d’histoire de France, (1856, in-8°) ;
- Éléments d’histoire de France, (1856, in-8°) ;
- les Tarifs des chemins de fer dans la nouvelle politique commerciale, (1860, in-8°) ;
- Des transports à prix réduits sur les chemins de fer, (1859, in-8°) ;
- l’État et les chemins de fer, (1865, in-8°) ;
- Paris, souverain de la France, (1868, in-12) ;
- Causeries politiques, (1872, in-12) ;
- Catéchisme impérial, (1873, in-12) ;
- le Septennat, (1874, in-16) ;
- le Manuel de l’électeur indépendant, (1875, in-16) ;
- les Droits et les devoirs de l’impérialiste, (1875, in-16) ;
- Princes et principes, (1871, in-8) ;
- La Loi électorale, (1874, in-16) ;
- Les partis aux élections générales, (1880, in-8) ;
- L'électeur et le candidat, ou Conservateur & républicain, (1876, in-16) ;
- Le Programme de l'école libérale de 1830, (1864, in-8) ;
- La Chute de l'Empire, (2 janvier 1870), (1887 in-18) ;
- L'esprit des lois constitutionnelles de M. le duc de Broglie, (1874 in-8) ;
- Liberté, (1854 in-16) ;
- Nationalité, (1853 in-8) ;
- À quoi servent les Parlements, 1815, 1830, 1848, 1870, (1883 in-18) ;
- La théorie du gouvernement constitutionnel suivant M. Thiers, (1861 in-8) ;
- Articles de journaux. Imprimerie Charles Schlaeber (in-12, 1897).

## Décorations
- Chevalier de la Légion d'honneur[réf. nécessaire]